# Terukazu Tanaka
Terukazu Tanaka (japanisch 田中 輝和 Tanaka Terukazu; * 14. Juli 1985 in der Präfektur Osaka) ist ein ehemaliger japanischer Fußballspieler.

## Karriere
Tanaka erlernte das Fußballspielen in der Schulmannschaft der Yokkaichi Chuo Technical High School. Seinen ersten Vertrag unterschrieb er 2004 bei Omiya Ardija. Der Verein spielte in der zweithöchsten Liga des Landes, der J2 League. 2004 wurde er mit dem Verein Vizemeister der J2 League und stieg in die J1 League auf. Für den Verein absolvierte er 19 Erstligaspiele. 
2009 wurde er an den Zweitligisten Yokohama FC ausgeliehen, die ihn anschließend verpflichteten. Für den Verein absolvierte er 53 Ligaspiele. 
Im August 2010 wurde er an den Ligakonkurrenten Sagan Tosu ausgeliehen, der ihn ebenfalls verpflichtete. Für den Verein absolvierte er in einem Jahr 32 Ligaspiele und wurde anschließend Anfang 2012 an Real Salt Lake transferiert. Dort spielte er sieben Monate.
Ab Anfang 2013 spielte Tanaka je einjährig für PTT Rayong FC, Sisaket FC und DRB-Hicom FC. 2016 wechselte er für zwei Jahre zu Angthong FC, wo er anschließend zum Jahresbeginn 2018 seine Karriere beendete.